# Pédiculaire des marais
Pedicularis palustris
Espèce
Statut de conservation UICN

 LC  : Préoccupation mineure
La Pédiculaire des marais (Pedicularis palustris) est une espèce de plantes à fleurs de la famille des Orobanchacées.